# W. R. Grace Building
W.R. Grace Building este o clădire ce se află în New York City.
Următoarele companii își au sediul aici:
- Bain & Company[1]
- Cooley[2]
- Interpublic Group of Companies
- Norddeutsche Landesbank
- People's Bank of China[3]
- Southpoint Capital Advisors LP
- Steptoe & Johnson LLP
- Sutherland Asbill & Brennan LLP